# Jiří Holásek
Jiří Holásek (30. června 1935 Poštorná – 7. července 2025 Švédsko) byl český lékař-anesteziolog, hudebník a folklorista, rovněž výtvarník, malíř, sochař, knižní ilustrátor. Patřil mezi výrazné osobnosti moravského kulturního života a české emigrace ve Švédsku. Díky rozsahu svých talentů byl označován za renesančního člověka.

## Život
Narodil se v Poštorné u Břeclavi na jižní Moravě 30. června 1935. Vystudoval Lékařskou fakultu Masarykovy univerzity v Brně, kterou absolvoval v roce 1960. V mládí se věnoval řeckořímskému zápasu, potápění a zároveň získal základy výtvarného umění i hudby. Během studií v Brně žil v ateliéru akademického malíře Aleše Černého, kde se dále rozvíjel jako malíř. Po promoci působil jako lékař v Jeseníkách, kde se na čas umělecké činnosti zcela vzdal. Pracoval v léčebně kostní tuberkulózy v Albrechticích.
V roce 1969 odjel na dvouletý odborný studijní pobyt do Švédska. Po výzvě k návratu do Československa zůstal v emigraci a byl doma v nepřítomnosti odsouzen ke dvěma letům odnětí svobody. Ve Švédsku dosáhl profesního uznání jako anesteziolog, vynalezl a přihlásil pět lékařských patentů a působil jako člen lékařského týmu, který pečoval o švédského krále Gustava VI. Adolfa. Později se s králem sblížil i osobně. Specializoval se mimo jiné na léčbu chronické bolesti a akupunkturu, kterou studoval v Číně.
Ve Švédsku obnovil svou uměleckou činnost. Studoval čtyři roky na Geleborské škole výtvarného umění, kde později také vyučoval. Zasedal v uměleckých radách a komisích a své obrazy i sochy vystavoval ve Švédsku, USA, Velké Británii, Španělsku, Portugalsku, Itálii, Švýcarsku a na Slovensku. Jeho díla se nacházejí v řadě soukromých sbírek. Jako jeden ze svých největších „úspěchů“ s nadsázkou uváděl krádež své bronzové sochy během výstavy v londýnské Westminster Gallery.
Holásek také aktivním muzikantem – hrál na housle, varhany, cimbál, gajdy, fujaru, grumle a další nástroje. V Československu před emigrací spolupracoval s Fanošem Mikuleckým, podílel se na vzniku souboru Břeclavan (1954) a působil v souborech Radost a Slovácký krúžek v Brně. Ve Švédsku založil cimbálovou muziku Dunaj, s níž koncertoval v západní Evropě a Spojených státech amerických.
Po roce 1989 se vrátil do Československa a usadil se v Sedleci u Mikulova. Přestože své lékařské znalosti nabídl českému zdravotnictví, nebyl přijat k výkonu povolání. Nadále se věnoval malířství, především krajinomalbě jižní Moravy, a hudbě. Působil jako varhaník v místním kostele a jako člen cimbálové muziky Fialka z Hodonína, spolupracující s dětským souborem Kordulka.
Byl hluboce věřícím katolíkem, během emigrace spolupracoval s Vatikánem a označoval audienci u papeže Jana Pavla II. za největší zážitek svého života. Zemřel 7. července 2025 ve Švédsku krátce po svých 90. narozeninách.